# Leonard Bloomfield
Leonard Bloomfield   (Chicago, 1 d'abril de 1887 - New Haven, 18 d'abril de 1949) fou un lingüista nord-americà, la influència del qual dominà el desenvolupament de l'estructuralisme a Amèrica, entre el 1930 i el 1950. Es graduà a les universitats de Harvard (el 1906) i Wisconsin (el 1908), i el 1921-1928 fou professor d'alemany a la Universitat d'Ohio. És especialment conegut pel seu llibre Language (1933) (traduït al català per Gabriel Ferrater), en què descriu l'estat de la lingüística del seu temps. També fou un dels membres fundadors de la Linguistic Society of America.
El seu pensament és fortament caracteritzat pels seus principis behavioristes per a l'estudi del significat, la insistència en procediments formals per a l'anàlisi del llenguatge, així com per proveir la lingüística d'una metodologia científica rigorosa. La seva preeminència va decaure a finals dels 1950-1960, amb l'emergència de la gramàtica generativa.
Bloomfield també inicià l'examen genètic de les llengües algonquines, amb la reconstrucció del protoalgonquí.

## Obres
- Introduction to the study of Language (1914)
- Tagalog Texts with Grammatical Analysis (1917)
- Menomini Texts (1928)
- Language (1933)
- The Stressed Vowels of American English (1935)
- Linguistic Aspects of Science (1939)
- Spoken Dutch (1945)
- Spoken Russian (1949)